# Franz Kemetmüller
Franz Kemetmüller (* 7. April 1961 in Göstling an der Ybbs) ist ein österreichischer Beamter und Bezirkshauptmann im Bezirk Lilienfeld.

## Ausbildung und Beruf
Kemetmüller absolvierte eine Lehre zum Einzelhandelskaufmann und trat 1981 in den niederösterreichischen Landesdienst ein, wo er anfangs in der Bezirkshauptmannschaft Scheibbs mehrere Stationen des Kanzleidienstes durchlief. Während dieser Zeit legte er eine Studienberechtigungsprüfung ab und studierte im zweiten Bildungsweg an der Universität Linz Rechtswissenschaft, was er mit der Sponsion (Akademischer Grad: Mag. iur.) 2001 abschloss.
Der Jurist wechselte nach mehreren Tätigkeiten an der Bezirkshauptmannschaft St. Pölten an die Bezirkshauptmannschaft Melk, wo er zuletzt den Posten des Bezirkshauptmann-Stellvertreters hatte. Diese Funktion hatte er später auch in der Bezirkshauptmannschaft Amstetten.
Am 16. November 2010 wurde er zum Bezirkshauptmann im Bezirk Waidhofen an der Thaya bestellt und am 24. März 2015 übernahm er von Ernst Anzeletti, der seit 27. Jänner 2015 Bezirkshauptmann von Wiener Neustadt-Land ist, das Amt des Bezirkshauptmannes der Bezirkshauptmannschaft Lilienfeld. 2022 bestellte die Landesregierung die bisher Bezirkshauptmann-Stellvertreterin in Melk Heidelinde Grubhofer mit Wirksamkeit vom 1. Mai 2023 zur Bezirkshauptfrau in Lilienfeld.
Zudem ist Franz Kemetmüller Leiter der Bezirksstelle Waidhofen an der Thaya des Roten Kreuzes.

## Privates
Franz Kemetmüller lebt in Scheibbs und ist Vater dreier Töchter.

## Auszeichnungen
- 2023 Silbernes Komturkreuz des Ehrenzeichens für Verdienste um das Bundesland Niederösterreich